# إدوارد راينر
إدوارد راينر (بالإنجليزية: Edward Raynor)‏ هو لاعب كرة قدم بريطاني في مركز الوسط، ولد في 13 أغسطس 1932 في سالفورد ‏ في المملكة المتحدة. لعب مع ستوك سيتي ونادي تشيلمسفورد ونورثويتش فيكتوريا.